# 颱風萬宜 (2007年)
| 太平洋颱風季             |
| 主題頁 - 專題 - 編輯指南 |

颱風萬宜 （英語：Typhoon Man-yi，國際編號：0704，聯合颱風警報中心：04W，菲律賓大氣地球物理和天文服務管理局：Bebeng）是2007年太平洋颱風季第4個被命名的熱帶氣旋，也是自1951年以來在7月影響日本最強的颱風，聯合颱風警報中心（JTWC）更一度定萬宜為超級颱風。
「萬宜」一名由香港提供，指的是香港一個大型水庫－萬宜水庫。

## 氣象歷史
一低壓區於7月7日晚上在雅蒲島東南偏東約1 250 公里增強成為一個熱帶低氣壓，初時向西北移動。熱帶低氣壓於7月9日增強為熱帶風暴，命名為萬宜，熱帶風暴萬宜翌日清晨增強為強烈熱帶風暴，7月11日清晨萬宜進一步增為颱風，颱風萬宜於翌日達到顛峰，風速高達每小時175公里，並轉向西北偏北移動。
颱風萬宜於7月13日早上轉向北移動並橫過沖繩島以西約30公里的琉球群島，翌日轉向東北移動，中午12時，萬宜於日本鹿兒島縣指宿市登陸。下午1時，萬宜於日本鹿兒島縣鹿屋市登陸。萬宜於當晚轉向東北偏東移動，下午8時半於日本高知縣土佐清水市登陸。7月15日上午4時，萬宜於日本和歌山縣東牟婁郡串本町登陸。當日早上減弱為強烈熱帶風暴，並掠過日本南部海域，並於傍晚進一步減弱為熱帶風暴，萬宜於當晚轉向東移動並在東京東南偏東約370公里轉化為溫帶氣旋。

## 影響

### 日本
颱風萬宜是自1951年以來在7月影響日本最強的颱風。受到萬宜影響，日本有暴雨、水浸及山泥傾瀉，最少有5人死亡，80人受傷，超過4萬人要撤離家園。另外，15間房屋被毀壞及1,500 間被水淹浸。較早時，一艘中國貨輪於7月11日在關島西北約600公里遇到巨浪及暴風而沉沒，有9名船員失蹤。

#### 沖繩
在沖繩島，約有13萬4千戶民居停電，400多班航班取消，46,000名旅客受影響，火車亦都停駛，最少44人受傷，數以千計民眾要緊急疏散。萬宜掠過沖繩島附近時，該處海平面氣壓下降至942百帕斯卡以下。

#### 九州
在萬宜吹襲下，約有75萬戶民居停電，一名11歲男童被暴漲的河水沖走，一位76歲的男子掉進灌溉溝渠，兩人都死亡。萬宜登陸時，導致1萬多名居民緊急疏散，10多萬戶停電，近600班航機取消。萬宜造成1人死亡，44人受傷，帶來1,000毫米雨量，有約8,000戶因為受到水浸及山泥傾瀉威脅，需要緊急疏散，有超過590班進出九州的航機取消，43,000多名旅客受到影響。颱風並為九州部份地區帶來1,000毫米雨量。